# Фірово
Фірово — селище міського типу, адміністративний центр Фіровського району Тверської області Росії.
Розташоване поблизу річки Гранична (притока річки Шліни), за 200 км на північний захід від обласного центру. Залізнична станція на лінії Бологоє — Соблаго.

## Історія
Засноване в 1902 як пристанційне селище у зв'язку з будівництвом залізниці. Статус селища міського типу — з 1947.

## Населення
| 1939 | 1959 | 1970 | 1979 | 1989 | 2002 | 2010 |
| ---- | ---- | ---- | ---- | ---- | ---- | ---- |
| 1564 | 3158 | 3244 | 2700 | 3070 | 2837 | 2559 |

## Економіка
У Фірово діють ДРСУ, ліспромгосп, лісгосп.

## Пам'ятки
Обеліск на могилі радянських воїнів (45 осіб), померлих від ран у польовому госпіталі в роки Другої світової війни.

## Топографічні карти
- Аркуш карти O-36-XXII Валдай. Масштаб: 1 : 200 000. Стан місцевості на 1983 р. Видання 1988 р. (рос.)